# Futebol nos Jogos da Ásia Oriental de 2009
As competições de futebol nos Jogos da Ásia Oriental de 2009 aconteceram entre 2 e 12 de dezembro. Apenas o torneio masculino foi disputado.

## Calendário
| Dezembro | 2 | 3 | 4 | 5 | 6 | 7 | 8 | 9 | 10 | 11 | 12 | 13 | Finais |
| -------- | - | - | - | - | - | - | - | - | -- | -- | -- | -- | ------ |
| Futebol  |   |   |   |   |   |   |   |   |    |    | 1  |    | 1      |

## Medalhistas
| Evento    | Ouro          | Prata     | Bronze            |
| Masculino | HKG Hong Kong | JPN Japão | KOR Coreia do Sul |

## Resultados

### Primeira fase
| Grupo A | Grupo A         |
| ------- | --------------- |
| 1       | Japão           |
| 2       | Coreia do Norte |
| 3       | Macau           |

| Japão           | 2-1 | Coreia do Norte |
| Coreia do Norte | 8-0 | Macau           |
| Japão           | 5-0 | Macau           |

| Grupo B | Grupo B       |
| ------- | ------------- |
| 1       | Hong Kong     |
| 2       | Coreia do Sul |
| 3       | China         |

| Hong Kong     | 4-1 | Coreia do Sul |
| Coreia do Sul | 3-0 | China         |
| Hong Kong     | 0-1 | China         |

### Segunda fase
|  | Semifinais      | Semifinais |   |               | Final           | Final |  |
|  |                 |            |   |               |                 |       |  |
|  | 10/dez          |            |   |               |                 |       |  |
|  | Japão           | 2          |   |               |                 |       |  |
|  | Coreia do Sul   | 1          |   |               |                 |       |  |
|  |                 |            |   |               |                 |       |  |
|  |                 |            |   |               | 12/dez          |       |  |
|  |                 |            |   |               | Japão           | 3     |  |
|  |                 | Hong Kong  | 5 |               |                 |       |  |
|  |                 |            |   |               |                 |       |  |
|  |                 |            |   |               |                 |       |  |
|  |                 |            |   |               | Terceiro lugar  |       |  |
|  | 10/dez          | 10/dez     |   | 12/dez        | 12/dez          |       |  |
|  | Hong Kong       | 5          |   | Coreia do Sul | 5               |       |  |
|  | Coreia do Norte | 3          |   |               | Coreia do Norte | 3     |  |